# 阿尔科塞尔镇
阿尔科塞尔镇是西班牙埃斯特雷马杜拉巴达霍斯省的一个市镇。总面积297平方公里，总人口1405人（2001年），人口密度5人/平方公里。